# Cryptoforis hughesae
Espèce
Cryptoforis hughesae est une espèce d'araignées mygalomorphes de la famille des Idiopidae.

## Distribution
Cette espèce est endémique du Queensland en Australie. Elle se rencontre vers Brisbane.

## Description
Le mâle holotype mesure 23,84 mm et la femelle paratype 31,55 mm.

## Étymologie
Cette espèce est nommée en l'honneur de Jane Margaret Hughes.

## Publication originale
- Wilson, Raven, Schmidt, Hughes & Rix, 2020 : « Total-evidence analysis of an undescribed fauna: resolving the evolution and classification of Australia’s golden trapdoor spiders (Idiopidae: Arbanitinae: Euoplini). » Cladistics, vol. 36, no 6, p. 543-568.